# Toetredingsbarrière
Toegangsbarrières is de naam die de econoom Michael Porter aan de factoren gaf, die de toegang tot de markt of tot een nieuwe sector beïnvloeden. De toegangsbarrières maken deel uit van het vijfkrachtenmodel, dat een van de meest gebruikte modellen van de omgevingsanalyse in de marketing en de bedrijfskunde is.
Literatuur
- M Porter. Competitive Strategy: Techniques for analyzing industries and competitors, 1980. Free Press, New York ISBN 0-684-84148-7